# ۵-آلفا دی‌هیدروپروژسترون
۵آلفا-دی‌هیدروپروژسترون (به انگلیسی: 5α-Dihydroprogesterone) با فرمول شیمیایی C۲۱H۳۲O۲ یک ترکیب شیمیایی با شناسه پاب‌کم ۲۴۷۷۹۶۱۱ است؛ که جرم مولی آن ۳۱۶٫۴۸ گرم بر مول می‌باشد. ۵آلفا-دی‌هیدروپروژسترون مانند پروژسترون یکی از پروژستوژنهای بدن انسان است.